# Андрієвка (Андрієвське сільське поселення, Темниковський район)
Андрі́євка (рос. Андреевка, ерз. Андреевка) — присілок у складі Темниковського району Мордовії, Росія. Адміністративний центр Андрієвського сільського поселення.
Населення — 654 особи (2010; 758 у 2002).
Національний склад (станом на 2002 рік):
- росіяни — 78 %